# Siebenbürgen-Salbei
Der Siebenbürgen-Salbei (Salvia transsylvanica), auch Siebenbürgener Salbei und Transsylvanischer Salbei genannt, ist eine Pflanzenart aus der Gattung Salbei (Salvia) innerhalb der Familie der Lippenblütler (Lamiaceae). Dieser Endemit ist nur im nördlichen bis mittleren Rumänien beheimatet und wird selten als Zierpflanze verwendet.

## Beschreibung

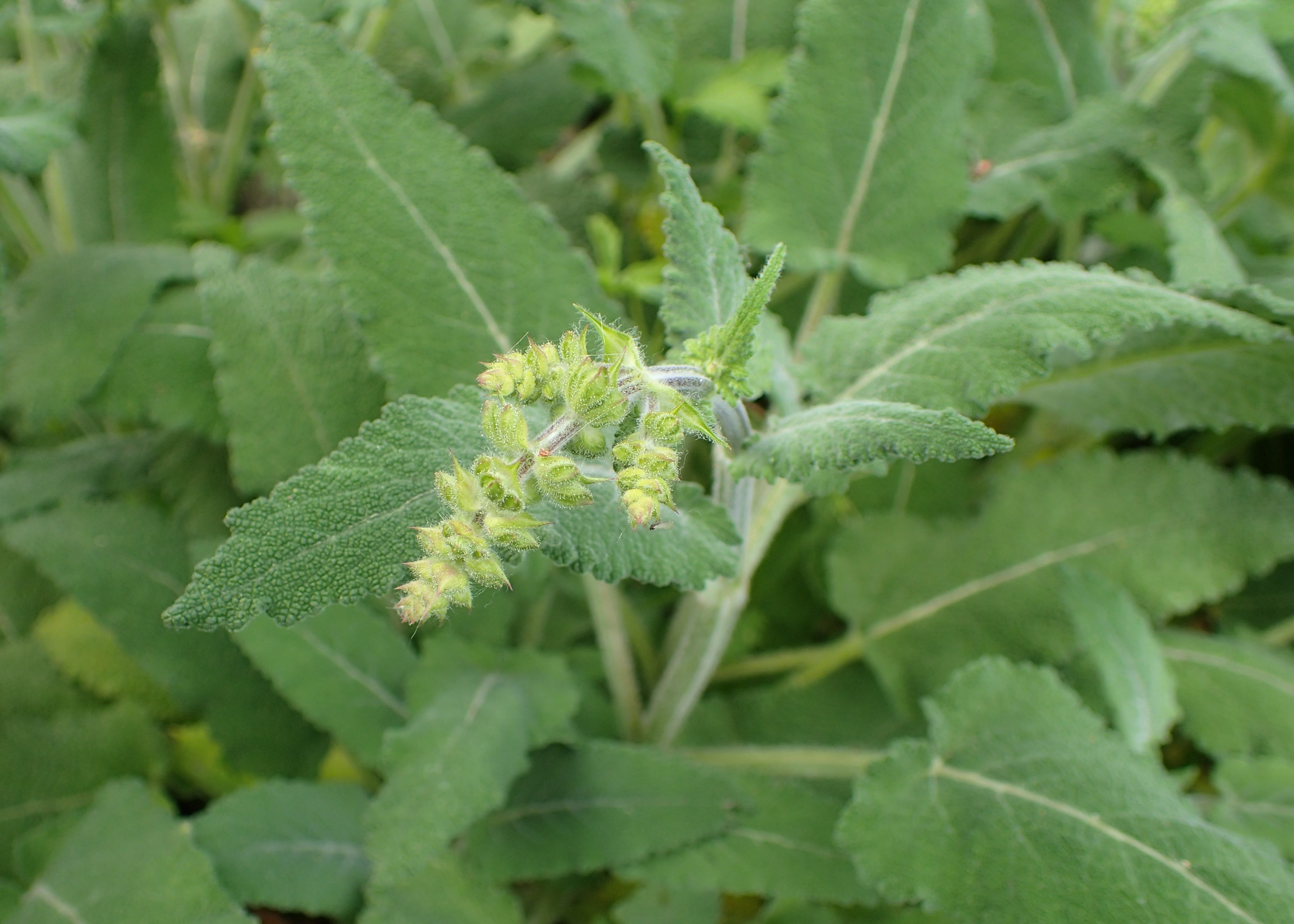
Gegenständige Laubblätter und sich entwickelnder Blütenstand

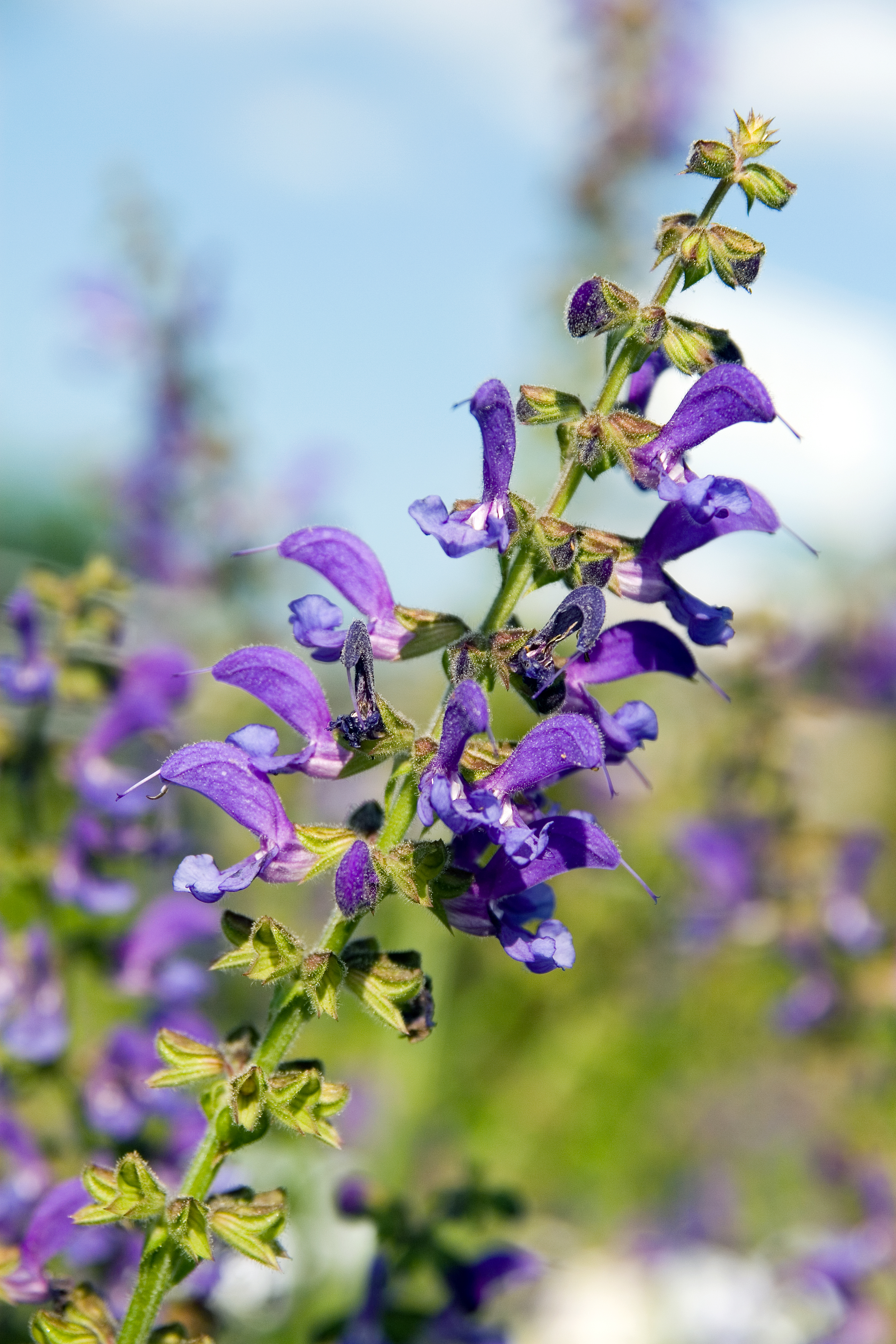
Ausschnitt eines Blütenstandes mit Scheinquirlen

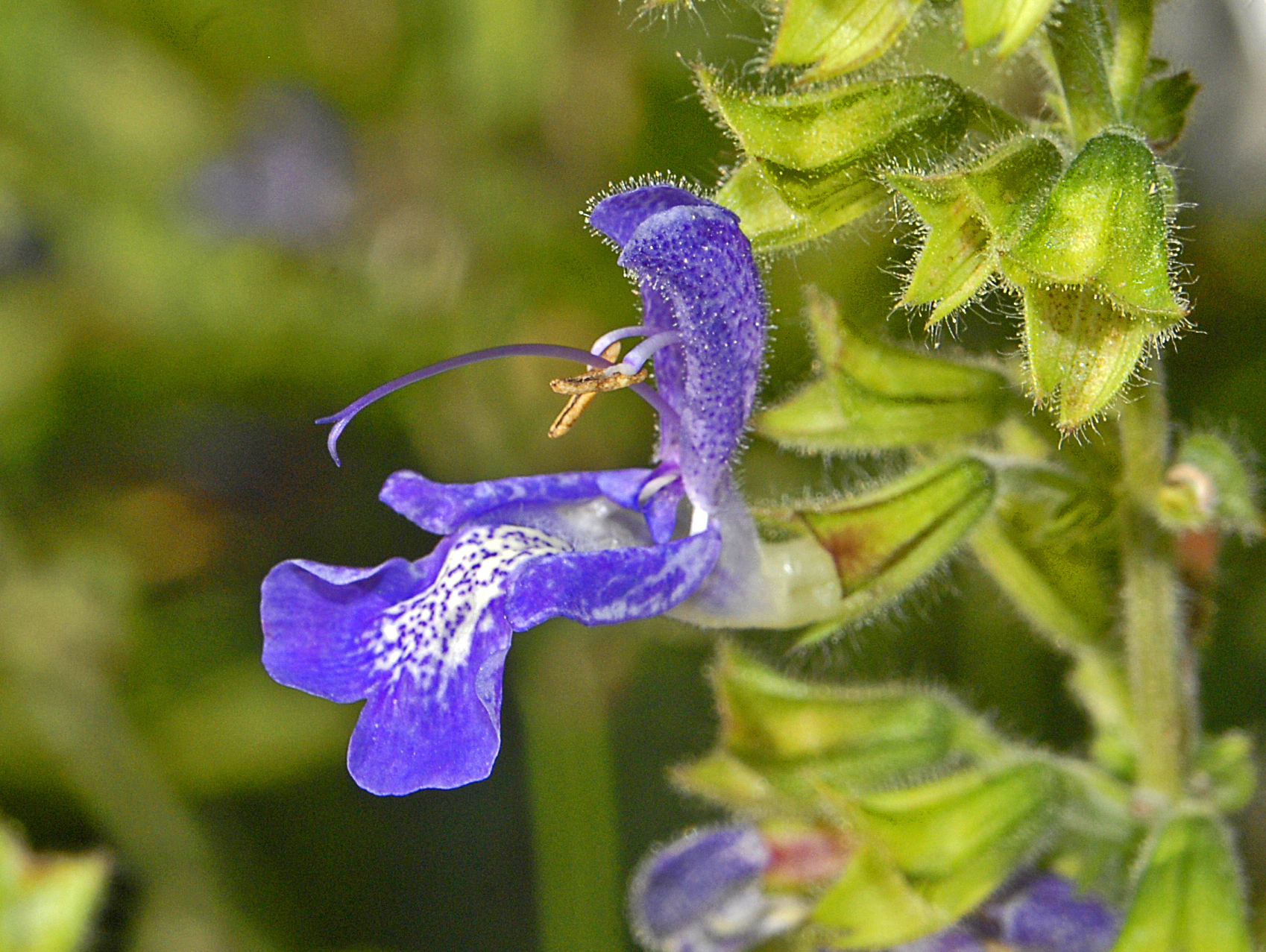
Zygomorphe Blüte im Detail

### Vegetative Merkmale
Der Siebenbürgen-Salbei ist eine ausdauernde krautige Pflanze, die Wuchshöhen von 60 bis 100 Zentimetern erreicht. Sie bildet eine Pfahlwurzel und eine dichte Blattrosette mit Durchmessern von bis zu 90 Zentimetern.
Die Grundblätter sind in Blattstiel und Blattspreite gegliedert. Ihr Blattstiel ist relativ lang. Die einfache Blattspreite ist bei einer Länge von 18 bis 24 Zentimetern sowie einer Breite von bis zu 12 Zentimetern eiförmig bis länglich lanzettlich mit meist herzförmigem Spreitengrund und spitzem oberen Ende. Ihr Blattrand ist regelmäßig gekerbt. Die Blattoberseite ist dunkelgrün sowie runzelig mit hellem Mittelnerv und die Blattunterseite ist dicht weiß behaart. Die relativ dicken, aber mehr oder weniger schlaffen, drüsig behaarten Stängel besitzen kleinere, kurz gestielte oder sitzende Laubblätter.

### Generative Merkmale
Die Blütezeit am Naturstandort reicht von Juni bis August. Der endständige, locker verzweigte, aufrechte bis geneigte traubige Blütenstand besteht aus vielen, etwa 1 Zentimeter voneinander entfernten Scheinquirlen mit jeweils vier bis sechs Blüten. Die grünen Tragblätter sind bei einer Länge von etwa 4 Millimetern eiförmig mit zugespitztem oberen Ende.
Die zwittrige Blüte ist zygomorph und fünfzählig mit doppelter Blütenhülle. Der grüne, oben oft rötlich überlaufene Blütenkelch ist 8 bis 9 Millimeter lang. Die 16 bis 21 Millimeter lange, dunkelblaue bis blauviolette Blütenkrone ist zweilippig. Die Kronoberlippe ist kapuzenförmig. Die dreilappige Kronunterlippe mit breitem, gebuchtetem Mittellappen sowie schmaleren Seitenlappen ist innen meist weiß mit vielen blaufleckigen Saftmalen.

### Chromosomensatz
Die Chromosomengrundzahl beträgt x = 8. Es liegt Diploidie vor, also beträgt die Chromosomenzahl 2n = 16.

## Ökologie
Blütenökologisch handelt es sich bei den Blüten des Siebenbürgen-Salbei um vormännliche „eigentliche Lippenblumen“, die Nektar und Pollen anbieten. Als Bestäuber dienen vor allem Honigbienen, Hummeln und andere Wildbienen.

## Vorkommen
Der Endemit Siebenbürgen-Salbei kommt nur im nördlichen bis mittleren Rumänien vor, insbesondere im Siebenbürgischen Becken, das den östlichen Teil der Pannonischen Tiefebene bildet und ein gemäßigtes kontinentales Klima aufweist. Der Siebenbürgen-Salbei kommt auch in den Ostkarpaten und den Transsilvanischen Alpen vor.
Der Siebenbürgen-Salbei besiedelt vor allem trockenes Grasland auf kalkhaltigem Untergrund und ist Teil der trockenen und halbtrockenen Kalkmagerrasen-Verbände Stipion lessingianae (mit Federgräsern) und Cirsio-Brachypodion pinnati (mit Frühlings-Adonisröschen, Kratzdisteln und Fieder-Zwenke) sowie teilweise auch des Fettweiden-Verbands Cynosurion cristati (mit Kammgras). Der Siebenbürgen-Salbei besiedelt auch das pannonische Buschland, lichte Eichenwälder sowie nach Süden oder Südwesten geneigte Berghänge.

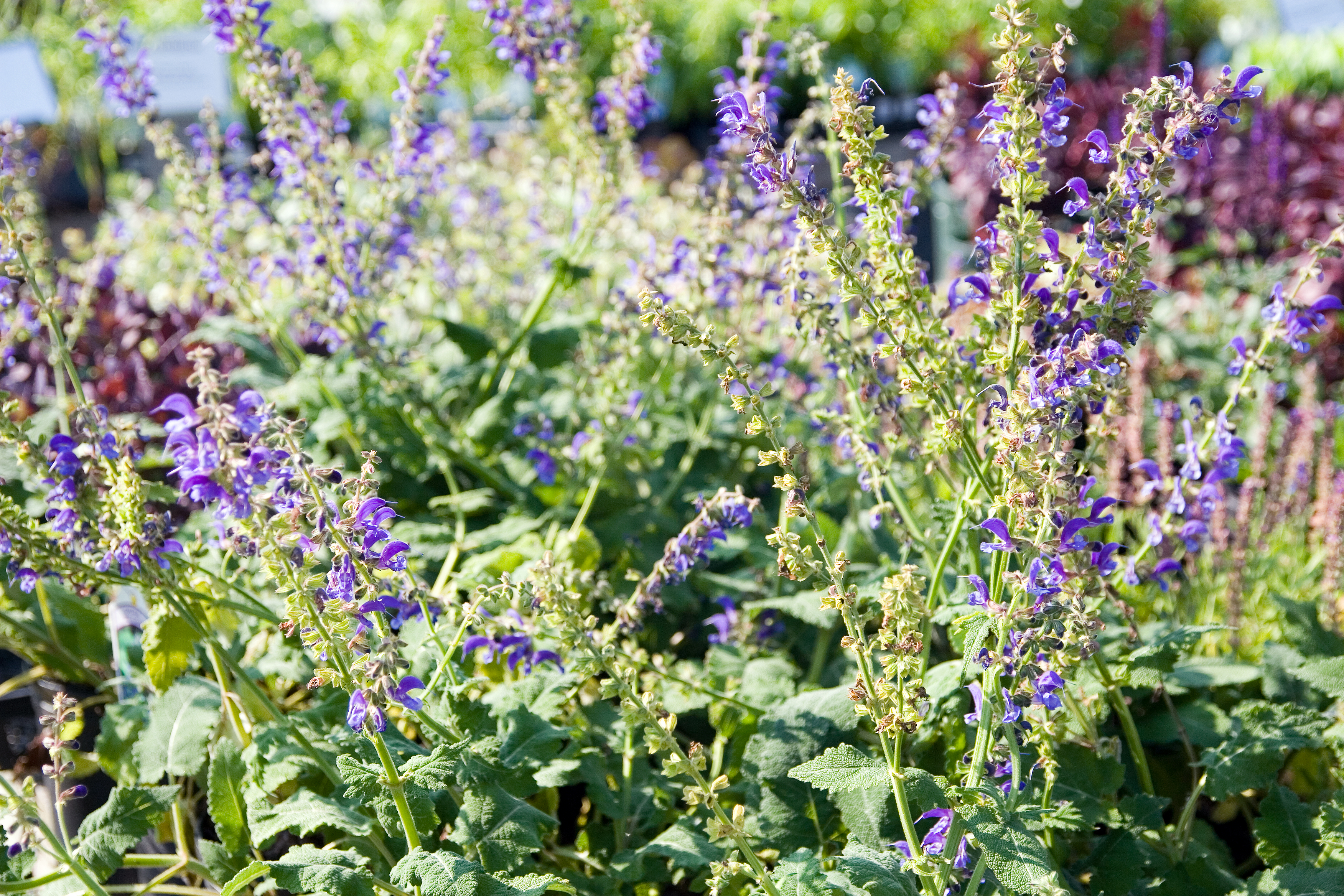
Sorte ‚Blue Cloud‘

## Verwendung
Der Siebenbürgen-Salbei verträgt sehr unterschiedliche Böden, die aber durchlässig sein sollten. Die robuste Pflanze kommt mit trockenen bis frischen, sonnigen bis halbschattigen Standorten zurecht. Der Siebenbürgen-Salbei wird nur selten als Zierpflanze genutzt. Dabei gelten die großen Blattrosetten und Blütenstände als sehr attraktiv. Der Siebenbürgen-Salbei ist vielseitig einsetzbar, beispielsweise in Rosenbeeten mit höheren Strauchrosen, Teerosen oder Wildrosen, in Steinanlagen mit trockenem Boden oder auf mäßig trockenen Freiflächen neben anderen mittelhohen Stauden wie Sorten der Goldgarbe und Taglilien. Der Siebenbürgen-Salbei ist winterhart bis −34 °C (Zone 4).
Extrakte der oberirdischen Pflanzenteile des Siebenbürgen-Salbeis zeigen ähnliche (wenn auch schwächere) antioxidative, entzündungshemmende und antimikrobielle Eigenschaften wie Extrakte des Echten Salbeis. Die pharmakologischen Eigenschaften des Siebenbürgen-Salbeis wurden bisher aber nur wenig erforscht. Die antioxidativen Eigenschaften werden vor allem den polyphenolischen Verbindungen zugeschrieben, insbesondere den Flavonoiden Rutin und Catechin, die die Hauptbestandteile des Extrakts bilden. Weitere Bestandteile sind Quercetin, Epicatechin, Carvacrol, Chlorogensäure, Rosmarinsäure und Kaffeesäure, denen verschiedene, physiologisch positive Effekte zugesprochen werden.

## Systematik
Die Erstbeschreibung erfolgte 1852 als Varietät von Salvia pratensis unter dem Namen Salvia pratensis var. transsylvanica Schur ex Griseb. & Schenk durch August Grisebach und August Schenk in Archiv für Naturgeschichte, Jahrgang 18, Band 1, S. 328. Den Rang einer Art Salvia transsylvanica hat sie 1853 durch Ferdinand Schur in Verhandlungen und Mitteilungen des Siebenbürgischen Vereins für Naturwissenschaften zu Hermannstadt, Band 4, S. 57 erhalten. Der artspezifische Namensteil transsylvanica bedeutet „jenseits des Waldes“ und bezieht sich hier auf das natürliche Verbreitungsgebiet in der rumänischen Landschaft Siebenbürgen (Transsylvanien).
Der Siebenbürgen-Salbei (Salvia transsylvanica) ist eng mit dem Wiesensalbei (Salvia pratensis), dem Hain-Salbei (Salvia nemorosa) und dem Nickenden Salbei (Salvia nutans) verwandt und bildet mit diesen Salbeiarten natürliche Hybride. Diese wurden als Hybridarten beschrieben und sind im gleichen Gebiet wie Salvia transsylvanica heimisch:
- Salvia ×hybrida Schur: Hybride aus Salvia nemorosa × Salvia transsylvanica.
- Salvia ×telekiana Simonk. & Thaisz: Hybride aus Salvia nutans × Salvia transsylvanica.
- Salvia ×bichigeanii Prodan: Hybride aus Salvia pratensis × Salvia transsylvanica.